# Правительство Стега
Правительство Сте́га — кабинет министров, правивший Францией 40 дней с 13 декабря 1930 года по 22 января 1931 года, в период Третьей французской республики, в следующем составе:
- Теодор Стег — председатель Совета министров и министр колоний;
- Аристид Бриан — министр иностранных дел;
- Луи Барту — военный министр;
- Жорж Лейг — министр внутренних дел;
- Луи Жермен-Мартен — министр финансов;
- Луи Лушё — министр национальной экономики, торговли и промышленности;
- Морис Пальмад — министр бюджета;
- Эдуар Гринда — министр труда и условий социального обеспечения;
- Анри Шерон — министр юстиции;
- Альбер Сарро — военно-морской министр;
- Шарль Даниэлу — министр торгового флота;
- Поль Пенлеве — министр авиации;
- Камиль Шотан — министр общественного предписания и искусств;
- Робер Тумир — министр пенсий;
- Виктор Боре — министр сельского хозяйства;
- Эдуар Даладье — министр общественных работ;
- Анри Кей — министр здравоохранения;
- Жорж Бонне — министр почт, телеграфов и телефонов.

Изменения
- 23 декабря 1930 — Морис Доманн наследует Тумиру как министр пенсий.